# Federico Richter Fernández-Prada
Federico Richter Fernández-Prada (* Huanta, Perú, 14 de febrero de 1922 - Lima, 8 de agosto de 2011) fue un sacerdote franciscano peruano. Arzobispo Emérito de Ayacucho.

## Biografía
Siguiendo su vocación religiosa, ingresó en la Orden de los Frailes Menores, en la provincia franciscana de los XII Apóstoles del Perú.
Fue ordenado sacerdote el 14 de julio de 1946. Desde entonces desempeñó su ministerio sacerdotal en la diócesis de Huamanga (Perú), donde ocupó diversos cargos en la pastoral parroquial, la enseñanza y en la formación sacerdotal.

## Episcopado
El 12 de abril de 1973 fue nombrado Obispo Titular de Thucca en Numidia y Obispo auxiliar de Piura, diócesis de Perú, recibiendo la ordenación episcopal el 17 de mayo de ese mismo año. El 20 de septiembre de 1972 fue nombrado Arzobispo Titular de Thucca en Numidia y Administrador Apostólico de la Arquidiócesis de Ayacucho, de la que pasó a ser su Arzobispo, el 20 de noviembre de 1979. El 23 de noviembre del año 1991 se retira del cargo y es nombrado Arzobispo emérito de Ayacucho.
Sus restos mortales descansan en la cripta de la Catedral de Ayacucho.